# Фахака
Фахака, или фахак, или африканский скалозуб, или нильский тетраодон (лат. Tetraodon lineatus) — вид пресноводных и солоноватоводных лучепёрых рыб семейства иглобрюховых отряда иглобрюхообразных.

## Описание
Общая длина тела достигает 43 см, масса до 1 кг. Как и все иглобрюховые рыбы, при опасности фахака быстро заглатывает воду или воздух и, раздувая большой воздушный мешок, приобретает форму шара.

## Ареал и места обитания
Тропическая демерсальная (донная) рыба, обитающая в больших реках и других открытых водоёмах западной, восточной и северо-восточной Африки. Распространена в бассейне Нила, включая Белый Нил, озере Туркана, водохранилище Насер (Судан), реке Баро (Эфиопия), бассейне озера Чад, реках Нигер, Вольта, Гамбия, Геба и Сенегал. Населяет водоёмы с температурой воды +24…+26 °C. Обитает среди зарослей водяных растений, где питается моллюсками.